# 北拉薩爾300號
北拉薩爾300號（300 North LaSalle）是一棟60層住宅商業混和建築，位於芝加哥近北區芝加哥河旁。建築內包括辦公室、商圈、餐廳、以及公共空間，另有3層地下停車場，建築主體到河岸邊的半英畝地為公共花園區。美國綠建築協會對北拉薩爾300號評比為綠建築，評分為LEED白金級認證。另外，北拉薩爾300號先前在LEED CS評分系統上，評分為黃金級認證。

## 外部連結
- Official 300 North LaSalle website（页面存档备份，存于）（英文）
- 300 North LaSalle Official Developers Website（英文）
- 300 North LaSalle Official Architects Website（英文）